# Alan Carpenter

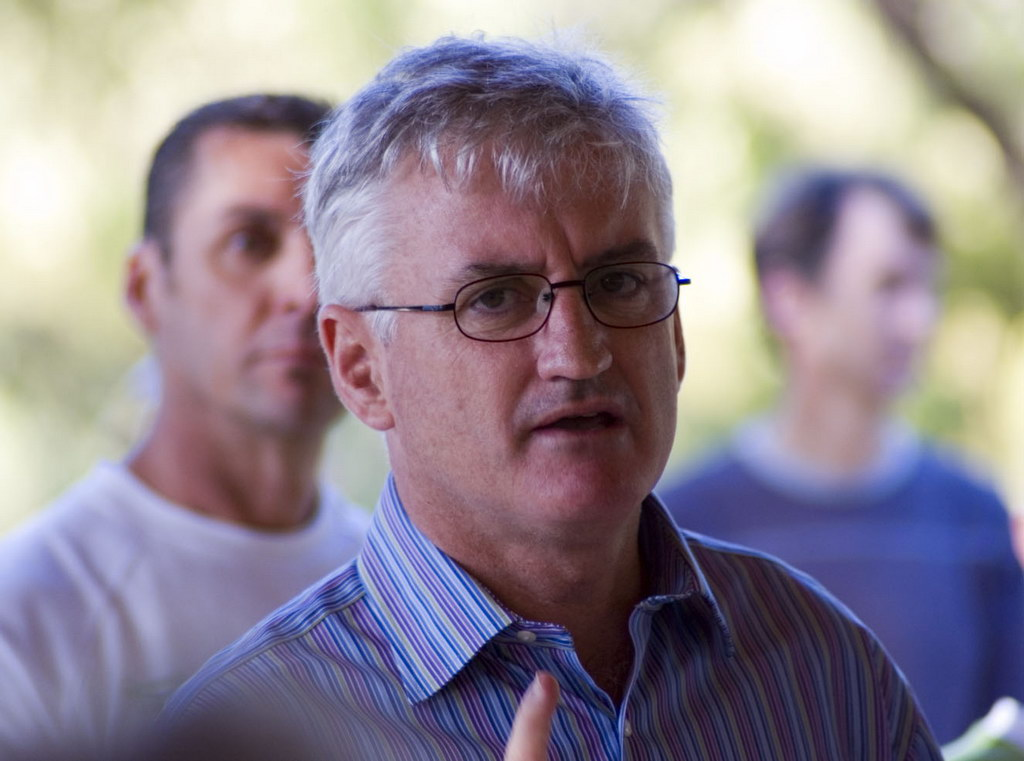
Alan Carpenter.

Alan Carpenter (nacido el 4 de enero de 1957), político australiano, fue el primer ministro del estado de Australia Occidental. Miembro del Partido Laborista (ALP), asumió el cargo el 25 de enero de 2006, tras la dimisión de Geoff Gallop. Con anterioridad había sido ministro varias veces en el gobierno de Gallop: Ministro de Educación y Asuntos Indígenas (2001-2003), ministro de Educación y Formación (2003-2005), ministro de Desarrollo Estatal y ministro de Energía (2005-2006).
Carpenter nació en Albany (Australia Occidental) y estudió ciencias políticas en la Universidad de Australia Occidental, licenciándose en 1979. A continuación trabajó como periodista para el diario Albany Advertiser. Entre 1982 y 1986 viajó por Asia y Europa, y cuando regresó a Australia obtuvo trabajo como reportero en una cadena de televisión de Perth. En 1990 pasó a la televisión pública australiana ABC, en la que llegó a ser presentador de programas.
Abandonó la televisión en 1996 para dedicarse a la política. Fue elegido candidato del Partido Laborista para el escaño del recién creado Distrito de Willagee y ganó la elección. Durante su etapa en el parlamento de Australia Occidental ocupó también varios puestos en el gobierno, siendo titular de las carteras de Educación, Deporte y Ocio, Asuntos Indígenas, Educación y Formación, Desarrollo Estatal y Energía.
Carpenter siempre fue un ministro importante en los gobiernos de Gallop, así que cuando éste dimitió repentinamente en enero de 2006 a causa de una depresión, Carpenter emergió inmediatamente como posible sucesor. Las decisiones de sus rivales potenciales Jim McGinty y Michelle Roberts de retirarse de la carrera dejaron el camino libre a Carpenter, que fue elegido el 24 de enero sin oposición alguna como nuevo primer ministro por los laboristas.
Carpenter convocó una elección estatal el día después de que el líder de la oposición Troy Buswell se retirara a favor del exlíder de la oposición, Colin Barnett, tras varios escándalos que involucraron a Buswell. En una ruptura con la tradición de muchos años, la elección se fijó para el 6 de septiembre de 2008, cinco meses antes de lo debido.
Durante la campaña electoral, Carpenter prometió una prohibición de la minería de uranio en Australia Occidental si es elegido, revirtiendo la política anterior de ALP, después que el ALP haya rechazado un proyecto de ley iniciado por los Verdes para prohibir la minería de uranio en abril de 2008.
Las elecciones vieron un cambio sustancial en la mayoría de los puestos abandonando al lPartido Laborista, hacia los partidos Liberal y Verdes, lo que resultó en un parlamento colgado. Mientras que el Partido Laborista seguía siendo el partido más votado, estaba a solo dos asientos de una mayoría absoluta. Bajo presión para renunciar como líder laborista parlamentario, Carpenter inició negociaciones con el Partido Nacional con miras a formar un gobierno minoritario. Sin embargo, los Nacionales finalmente decidieron apoyar a los liberales en la formación de un gobierno minoritario. Como resultado, Alan Carpenter fue sucedido por Colin Barnett como el primer ministro de Australia Occidental, y renunció como líder Laborista a favor de su diputado, Eric Ripper.
Actualmente está casado con Annmarie de Costa y tiene cuatro hijas: Grace, Claudia, Isabelle y Ava.
- Datos: Q922958
- Multimedia: Alan Carpenter / Q922958